# Аув на Килу
Аув на Килу (њем. Auw an der Kyll) општина је у њемачкој савезној држави Рајна-Палатинат. Једно је од 235 општинских средишта округа Ајфелкрајс Битбург-Прим. Према процјени из 2010. у општини је живјело 146 становника. Посједује регионалну шифру (AGS) 7232006.

## Географски и демографски подаци
Аув на Килу се налази у савезној држави Рајна-Палатинат у округу Ајфелкрајс Битбург-Прим. Општина се налази на надморској висини од 166 метара. Површина општине износи 1,0 km². У самом мјесту је, према процјени из 2010. године, живјело 146 становника. Просјечна густина становништва износи 149 становника/km².